# 嘉吉之乱
嘉吉之乱发生于日本室町时代嘉吉元年（1441年），播磨国、备前国和美作国的守护赤松滿佑暗杀室町幕府第六代征夷大将军足利义教，并在播磨国举兵骚乱的一连串事件。也称嘉吉之变（かきつのへん）。
永享十二年（1440年），足利义教下令将赤松义雅的领地转交给赤松氏分家的贞村和细川持贤，希望以此削弱赤松氏在关西的势力。赤松满祐和其子赤松教康对此不满，最终在结城合战的庆功宴上，由教康率领武士杀死足利义教。
事后赤松满祐逃出京都，返回其领地播磨国，召集同族及武士，迎立足利直冬之孙足利冬氏为将军，并改名足利义尊。室町幕府派兵讨伐，于同年九月攻下书写山坂本城，迫使赤松满祐逃亡城山城，不过九月十一日就將此城給攻破，赤松满祐放火自尽。
嘉吉之乱后，赤松氏的领地转给了山名氏，使得后者势力逐渐扩大。山名氏与细川氏的矛盾最终造成了发生在1467年的应仁之乱。